# Згорња Сеница
Згорња Сеница (словен. Zgornja Senica) је насељено место у општини Медводе, Средњесловенска регија, Словенија.

## Историја
До територијалне реорганизације у Словенији била је у саставу града Љубљане, односно старе општине Шишка.

## Становништво
У попису становништва из 2011. године, Згорња Сеница је имала 279 становника.
| Број становника према пописима | Број становника према пописима | Број становника према пописима |
| ------------------------------ | ------------------------------ | ------------------------------ |
| 1991                           | 2002                           | 2011                           |
| 220                            | 272                            | 279                            |